# Намюр (провінція)
Намюр (фр. Namur фр. вимова: [namyʁ] ( прослухати); нід. Namen [ˈnaːmə(n)] ( прослухати); валлон. Nameur) — одна з десяти провінцій Бельгії і одна з п'яти валлонських провінцій. Межує з усіма валлонськими провінціями: Валлонським Брабантом, Льєж, Люксембург, Ено, а також з Францією. Адміністративний центр — Намюр.

## Найбільші міста
Міста з населенням понад 20 тисяч осіб:
| Назва міста | Населення, осіб (2024) |
| ----------- | ---------------------- |
| Намюр       | 114 007                |
| Самбревіль  | 28 595                 |
| Анденн      | 28 169                 |
| Жамблу      | 26 477                 |